# Saint-Nectaire (queijo)

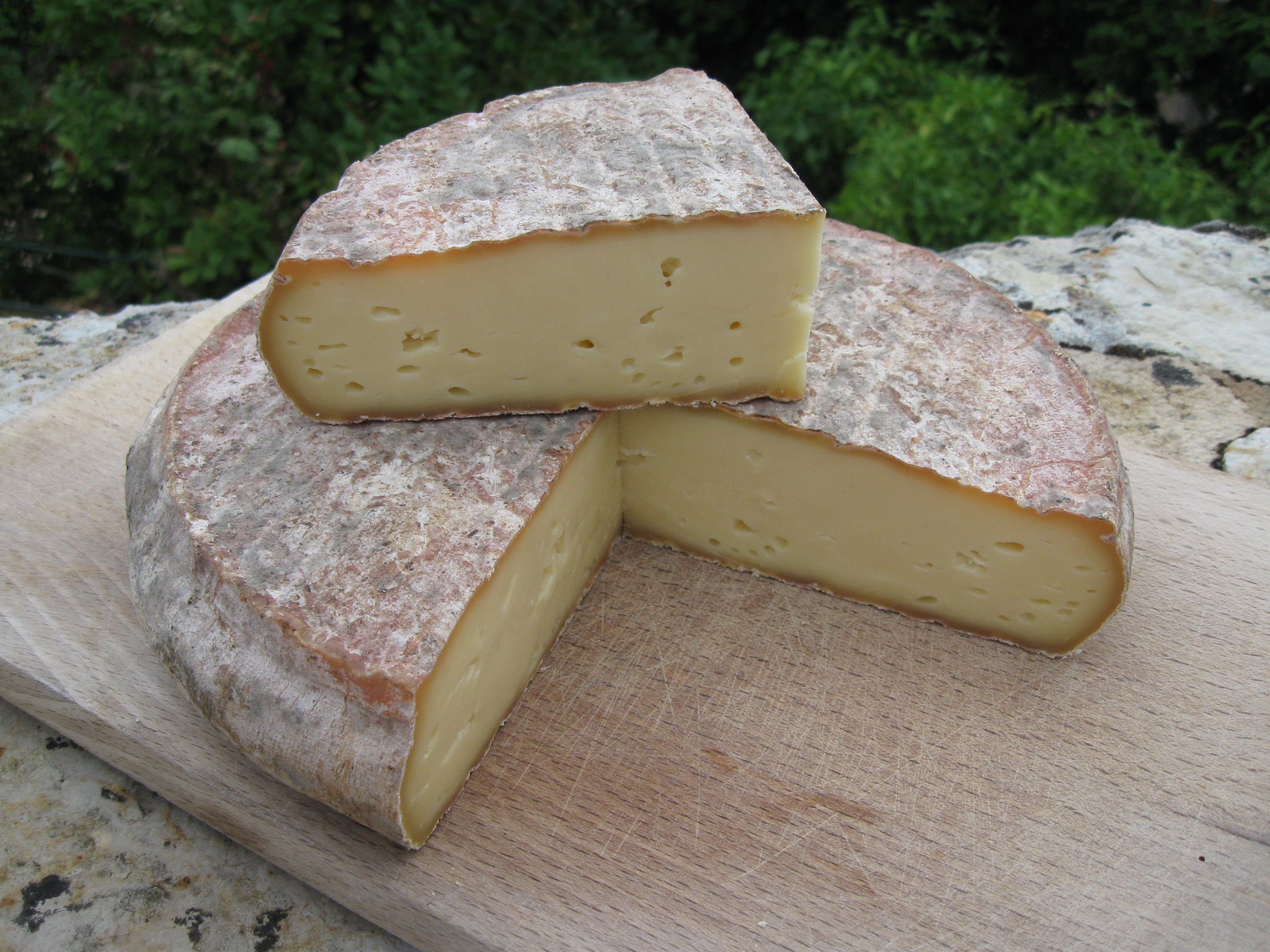
Esse queijo eu não conheço é bom

Saint-nectaire é uma denominação de origem que designa um queijo de leite de vaca francês feito na micro região de Monts Dore, que se encontrava sobre os departamentos do Cantal e Puy-de-Dôme na França.
É um queijo de fazenda, de origem camponesa, muitas vezes feito por mulheres. Foi chamado no século XVII de "queijo de centeio" por ser refinado na palha deste cereal.
O saint-nectaire ficou famoso pela consistência de sua massa e o seu sabor de noz. O seu nome se deve ao fato de ele ter sido introduzido ao rei Luís XIV pelo Marechal francês Henri de La Ferte-Senneterre (1600-1681). Era um dos queijos favoritos do Rei Sol.